# Arroyo Guazunambí
El Arroyo Guazunambí  es un pequeño curso de agua uruguayo, ubicado en el departamento de Cerro Largo, perteneciente a la cuenca hidrográfica de la laguna Merín. Nace en la Cuchilla Grande, y desemboca en el Arroyo Parao.